# محامي اللنكون (مسلسل تلفزيوني)
محامي اللينكون هو مسلسل تلفزيوني درامي قانوني أمريكي أنتجه ديفيد إي كيلي وطوره تيد همفري، استنادًا إلى روايات الكاتب مايكل كونيلي. يقوم ببطولته مانويل جارسيا رولفو في دور ميكي هالر، محامٍ للدفاع الجنائي في لوس أنجلوس وغالبًا ما يُجرِي عمله في سيارة من نوع لينكولن نافيجيتور يقودها سائق خاص. كما يشارك في البطولة أيضًا كل من نيف كامبل وبيكي نيوتن وجاز رايكول وأنجوس سامبسون وكريستوفر جورهام ويايا داكوستا.
الموسم الأول مستند إلى رواية كونيلي «حكم النحاس» (بالإنجليزية:The Brass Verdict) التي نُشِرت عام 2008، وتُعَد جُزءًا مكمِّلًا لروايته The Lincoln Lawyer. عُرض المسلسل لأول مرة على منصة نتفليكس في 13 مايو 2022. تلقى المسلسل إشادات بشكل عام من النقاد. في يونيو 2022، طُوِّر المسلسل لموسم ثانٍ استنادًا  على رواية كونيلي لعام 2011، «الشاهد الخامس» (الكتاب الرابع في سلسلة لينكولن المحامي)، وبُثَّ الموسم الثاني على جزئين: الجزء الأول صدر في 6 يوليو 2023، وأُصدِر الجزء الثاني في 3 أغسطس من العام ذاته. وفي أغسطس 2023، جُددت السلسلة لموسم ثالث، استنادًا إلى رواية «آلهة الذنب» (بالإنجليزية: The Gods of Guilt) الصادرة عام 2013، وعُرض في 17 أكتوبر 2024. أما في يناير 2025، فقد أُعلن عن تجديد السلسلة لموسم رابع، سيستند إلى الكتاب السادس من السلسلة بعنوان «قانون البراءة» (The Law of Innocence).

## فرضية
يعمل المحامي ميكي هالر في الجزء الخلفي من سيارته لينكولن نافيجيتور حيث يتولى قضايا في لوس أنجلوس.

## فريق العمل

### رئيسي
- مانويل جارسيا رولفو في دور ميكي هالر، محامي دفاع جنائي ومدمن متعافي.
  - Adan James Carillo مثل الشاب ميكي هالر (الموسم 1)
  - غابرييل نيغريت في دور ميكي هالر الصغير (الموسم 2)
- نيف كامبل في دور ماجي ماكفرسون، زوجة ميكي السابقة الأولى والمدعي الجنائي.
- بيكي نيوتن في دور لورنا كرين، زوجة ميكي السابقة الثانية ومساعده القانوني.
- جاز رايكول في دور إيزي ليتس، مدمنة سابقًا وعميلة ميكي، تعمل الآن كسائقه الشخصي
- أنجوس سامبسون في دور دينيس "كيسكو" Wojciechowski، صديق ميكي ومحقق الذهاب إلى وخطيب لورنا.
- كريستوفر جورهام بدور تريفور إليوت (الموسم 1)، مطور ألعاب فيديو ملياردير يشتبه في ارتكابه جريمة قتل مزدوجة.

### يتكرر
- نتاري جوما مباهو موين في دور المحقق ريموند جريجس، محقق يحقق في قضية مقتل جيري فينسينت
- ليزا جاي هاميلتون في دور القاضية ماري هولدر، ورئيسة قضاة محكمة لوس أنجلوس العليا
- جيمي ماكشين بدور المحقق لي لانكفورد، محقق يحقق مع أنجيلو سوتو مع ماجي
- ريحي لي مثل Angelo Soto، صاحب شركة يشتبه في استخدامه للسخرة؛ تجري مقاضاته حاليًا من قبل ماجي
- كارلوس برنارد في دور روبرت كاردون، المدعي العام الذي يترشح لإعادة انتخابه
- كيم هوثورن في دور جانيل سيمونز، وهي أيضًا ترشح لمنصب المدعي العام
- مايكل Graziadei في دور جيف جولانتز، نائب المدعي العام والمدعي العام في محاكمة تريفور إليوت
- كريستا وارنر في دور هايلي هالر وابنة ميكي وماجي
- لامونت طومسون في دور القاضي جيمس بي ستانتون، القاضي الذي يترأس محاكمة تريفور إليوت
- Saul Huezo مثل خيسوس مينانديز، عميل قديم لميكي، شجعه ميكي على الاعتراف بالذنب على الرغم من اعتقاده بأنه بريء
- كاترينا روزيتا بدور تانيا كروز، صديقة سوتو
- هيذر مازور في دور كارول دوبوا، وكيل التأمين الذي كان على علاقة مع جان ريلز
- ميكال فيجا مثل إيلي ويمز، جندي بحري سابق وعميل جيري فنسنت
- مايك ماكول في دور جلين مكسويني، المحلف رقم سبعة
- كريس براوننج في دور تيدي فوغل، قائد نادي رود ساينتس للدراجات النارية
- لانا باريلا بدور ليزا ترامل (الموسم الثاني)، طاهية متهمة بقتل مطور عقارات [6]
- يايا دكوستا بدور أندريا "آندي" فريمان (الموسم 2)، مدع جنائي هائل في قضية ترامل [7]
- مات أنجل مثل Henry Dahl (الموسم 2)، بودكاستر جريمة حقيقي يغطي قضية Trammell [8]
- أنجليكا ماريا بدور إيلينا (الموسم 2)، والدة ميكي [9]
  - أندريا سافو في دور إيلينا الصغيرة (الموسم 1)، والدة ميكي، ممثلة
  - إلين الماجور في دور إيلينا الصغيرة (الموسم 2)
- دوغلاس بينيت في دور بيت "كاز" كازينسكي (الموسم 2) ، عضو في نادي رود ساينتس للدراجات النارية
- مارلين فورتي بدور القاضية تيريزا مدينا، القاضي الذي يترأس قضيتي إيلي ويمس وليزا ترامل
- إليوت جولد بدور ديفيد "ليجال" سيجل، معلم ميكي وصديق والده، وهو محام متقاعد
  - بريون برونسون في دور ديفيد سيجل "ليجال"

### ضيف
- كريستين هورن بدور جوان جيورجيتي ، نائبة المدعي العام والمدعي العام في قضية إيلي ويمز، وكذلك مدرب كرة القدم في هايلي
- جيف فرانسيسكو بدور ألفين أكينو ، المشروط المرتبط بأنجيلو سوتو
- بول راي مثل بروس كارلين، محقق جيري فينسينت
- بول أورسيولي مثل جيري فينسينت ، محامي دفاع يرث ميكي ممارسته
- جوردين تشانغ في دور شارلوت يوه، موظفة استقبال تريفور إليوت
- Shwayze مثل تيريل كولمان، عميل جيري فنسنت الذي يتعاطف معه ميكي
- ماجينا توفاه بدور رين ويليامز، موظف استقبال جيري فينسينت
- كاديم هارديسون دور المحقق كيندر، محقق يحقق في مقتل زوجة تريفور وعشيقها
- كاتي إيرين في دور لارا إليوت زوجة تريفور المتهم بالقتل
- جوهان أورب دور Jan Rilz، مدرب اليوغا لارا، والتي كانت على علاقة بها
- بوجا مويندرا في دور سونيا باتيل ، صديقة وزميلة عمل سابقة لارا
- جوناثان أفيغدوري في دور أنطون شافار، وهو رجل يدير شركة أمنية خاصة وكانت زوجته السابقة على علاقة مع جان ريلز.
- كات فون دي بدور رايتشل ، لاعبة بوكر تعرف ميكي
- داريل دينيس مثل المحقق كايل وينترز ، المحقق في قضية خيسوس مينينديز، الحامي السابق للمخبر لي لانكفورد
- رامونا دوباري في دور المحقق ليندا بيريز ، زميل لانكفورد ووينترز الذي عمل سابقًا كنائب
- أميليا برانتلي في دور تشيري، عاهرة وزميلة لغلوريا ديتون والتي تعمل أيضًا كمخبر لميكي
- أنتوني أ. كونغ في دور ديفيد لوريسكا، مخبر ماجي في قضيتها ضد سوتو
- كريس غيرت دور مايكل كونيلي ، مراسل كتب قصصًا عن والد ميكي. كونيلي هي مؤلفة الكتب التي تستند إليها السلسلة وعملت مراسلة جرائم في لوس أنجلوس تايمز قبل أن تصبح كاتبة متفرغة.
- جون تيني دور ميكي هالر الأب ميكي
- فيونا ريني في دور جلوريا دايتون، عاهرة والشاهد الرئيسي في قضية جيسوس مينينديز
- كريستوفر ثورنتون بدور Sam Scales، محتال وعميل لجيري فنسنت
- آنا خاجة بدور الدكتورة ميريام أرسلانيان، خبيرة في الطب الشرعي وشاهدة في محاكمة تريفور إليوت
- جون كوثران في دور القاضي والاس كانتر، القاضي الذي يترأس قضية إيزي ليتس
- ميرا روهيت كومباني بدور سارة شيبرد، نائبة المدعي العام التي تقاضي إيزي ليتس
- تورهان تروي كايلاك بدور روبرت هولت، شاهد ضد إيزي ليتس
- بيرني كوبيل بدور مارفن بيدلمان، صائغ ودود مع ميكي
- Justene Alpert بدور Krisha Gold ، زميل عمل لـ Jan Rilz
- جولي أريولا في دور القاضي وينيفريد شامبين ، القاضي الذي يترأس قضية تيريل كولمان
- يوجين كيم في دور إرنست تشوي ، نائب المدعي العام الذي يحاكم تيريل كولمان

- بالوما إسبارزا رابينوف بدور كيمبرلي واغستاف ، عميل مكرر لميكي
- ميغان مكنولتي بدور جينا روسو ، نائبة المدعي العام التي تحاكم كيم واجستاف
- بول ماكيني دور توني والش ، محامي دفاع ودود مع ميكي
- كريستوفر أميترانو في دور دينيس بيرن ميكانيكي لقسم شرطة لوس أنجلوس
- ملفين ديجز في دور نائب موراي ، نائب عمدة الشرطة الذي حقق في البداية في مقتل لارا وجان
- آندي فونغ في دور القاضي فرانك أوه ، القاضي الذي يترأس تعيين الكفالة لأنجيلو سوتو
- Gabriel Burrafato بدور مايك بوميرانتز ، محامي Angelo Soto
- مايكل كوري ديفيس في دور إرني كوينيرو ، نائب المدعي العام الذي يحاكم سام سكاليس
- مات أوردونا في دور الضابط ألفارو ، ضابط شرطة لوس أنجلوس
- بريان مايكل نونيز في دور الضابط دوبي ، شريك الضابط ألفارو
- جيل جونسون بدور ديبي ، مواطنة من لوس أنجلوس
- ميلاني بنز في دور نعمة شافار ، زوجة أنطون شافار السابقة
- تشاو لونغ مثل رايان لي ، زميل سابق في لورنا من كلية الحقوق
- تشاك ماكولوم بدور فيليب ، موظف في المطعم المملوك لزوج القاضي ستانتون
- ماكيلي ليونارد بدور ميشا ، لاعب في فريق هايلي لكرة القدم
- أليكس لويس في دور إريك لوميس ، فني الطب الشرعي في شرطة لوس أنجلوس
- إرميا كالب في دور راج شودري ، عميل جلوريا دايتون
- Rudy Martinez مثل Julio Muniz ، مصور فيديو سجل اعتقال Trevor Elliott و Eli Wyms
- جريجوري جاست بدور ديفيد شابيرو ، محامي أنطون شافار
- بروس دافيسون بصفته القاضي والتر أبرامز ، القاضي الذي يترأس قضية خيسوس مينينديز
- إيمرسون بروكس في دور بن ميللر ، نائب المدعي العام الذي يقاضي جيسوس مينينديز
- مات كيركوود في دور دان دالي ، محامي ليندا بيريز. دالي هو في الواقع محامٍ واقعي ذهب إلى الكلية مع مايكل كونيلي
- هاري زين في دور القاضي كريستوفر إيجان ، القاضي الذي يترأس قضية أنجيلو سوتو
- كارولين راتيراي بدور سارة ووكر، محامية مساعدة للولايات المتحدة صديقة لماجي ماكفرسون
- كلينت كارمايكل بدور ميتشل بوندورانت ، مطور عقارات تتهم ليزا تراميل بالقتل
- ديفيد كلايتون روجرز مثل راسل لوسون، عميل جديد لميكي، متهم بالسطو
- Sachie Alessio في دور Beth Sauber، نائبة المدعي العام التي تقاضي راسل لوسون
- ريتشارد كولر في دور القاضي مورتيمر ليونز، القاضي الذي يترأس قضية راسل لوسون
- بول لينكولن ألايو في دور لويس كاستيلو، رفيق السكن السابق لجيسوس مينينديز
  - جايسون ماثيو سميث مثل Harold "Hard Case" Casey ، عضو في Road Saints Motorcycle Club
  - بريان ماكجفرن في دور العميد ويتون ، العميد المؤقت لكلية الحقوق في لورنا، أستاذ سابق قام بتدريس أحد فصولها
  - دارين سيلز إيفانز بدور المحقق هوارد أوبراين، المحقق الذي يحقق في مقتل ميتشل بوندورانت
  - أندرو هاوتري في دور الضابط كريمينز، رقيب مكتب في شرطة لوس أنجلوس
  - شيلبي لي باركس في دور راي، صديقة إيزي السابقة وشريكها التجاري، ومدمنة مخدرات سابقة أيضًا
  - جوان بارون بدور مارجو شيفر، شاهد ضد ليزا ترامل
  - أنيس لي بدور أنجليكا كولمان، ابنة تيريل كولمان
  - كارولين مينييني بصفتها القاضية ساندي لوكيت، القاضي الذي يترأس قضية أنجليكا كولمان
  - بريان داري في دور إرنست مور، نائب المدعي العام الذي يحاكم أنجليكا كولمان
  - إيمي ديفيدسون بدور كارين فوستر، شاهد ضد أنجليكا كولمان
  - كيونغ سيم مثل والتر كيم، مفتش بناء عمل لدى ميتشل بوندورانت
  - روبرت هوري بنفسه
  - تيفاني سي آدامز بدور المحقق جيني لونج، شريك المحقق أوبراين، يحقق أيضًا في مقتل ميتشل بوندورانت
  - إليزابيث أنويس بدور هانا جيتس، فني الطب الشرعي في شرطة لوس أنجلوس
  - كونرو بروكس في دور هانسن ، قائد ATF SWAT في شرطة لوس أنجلوس
  - رودي كوينتانيلا في دور جوستافو، وهو صديق مصمم خصيصًا لميكي
  - Adam J. Harrington مثل Jeff Trammell ، زوج ليزا ترامل السابق
  - مايكل أيه غورجيان بصفته Alex Grant ، مقاول وشريك تجاري لـ Mitchell Bondurant له علاقات مع الغوغاء الأرمني
  - باتريك فيشلر بدور جاكوب زيمر ، محامي أليكس جرانت
  - مريم فلين بدور دونا ، كاتبة تعمل لدى مكتب التحقيقات الفيدرالي الذي تستخدمه شركة سيسكو كمصدر
  - Hemky Madera بدور العميل Felix Vasquez، عميل FBI يحقق مع أليكس غرانت
  - داميان ديلجادو دور سيرجيو بلتران، منسق الحدائق
  - تينا أرنينج في دور فاليري ستيرن، جارة ليزا تراميل منذ فترة طويلة
  - ريان دبليو جارسيا في دور رينيه موراليس، موظف في مطعم ليزا ترامل
  - La'Charles Trask بدور Gary Furlong، عضو لجنة تحكيم ليزا تراميل
  - كريستين كاري بدور جينيفر ليتل، مالكة عقار إيزي تحاول تأجيره
  - خوان مونسالفيز في دور كارلوس، مدير عقار تملكه جينيفر ليتل
  - ماثيو جارباكز في دور تايلور، عامل بدوام جزئي في دروس ركوب هايلي
  - ديفون غراي بدور جوليان لا كوس ، سمسار هوى وعميل جديد لميكي

## الحلقات
| الموسم | الحلقات | الحلقات | الأصلي         | الأصلي         |
| ------ | ------- | ------- | -------------- | -------------- |
| 1      | 10      | 10      | 13 مايو 2022   | 13 مايو 2022   |
| 2      | 10      | 5       | 6 يوليو 2023   | 6 يوليو 2023   |
| 2      | 10      | 5       | 3 أغسطس 2023   | 3 أغسطس 2023   |
| 3      | 10      | 10      | 17 أكتوبر 2024 | 17 أكتوبر 2024 |

## الإنتاج

### التطوير
في عام 2018، كتب ديفيد إي. كيلي سيناريو مبدئيًا لمسلسل تلفزيوني لصالح شبكة Epix من إنتاج A&E Studios. لكن عندما لم يُعتمَد النص، قرر كيلي الانتقال للعمل على مشروع آخر مع A&E، ليقع اختياره لاحقًا على اقتباس رواية The Lincoln Lawyer، بعد أن أبدى اهتمامه بالدراما القانونية.
في يونيو 2019، حصل المشروع على التزام إنتاج مسلسل من شبكة CBS. وفي فبراير 2020، انضم تيد همفري كـ showrunner (المسؤول التنفيذي عن إدارة العمل الفني)، وانضمت كيلي سانشيز إلى طاقم التمثيل بدور لورنا، ولحق بها لاحقًا كل من أنغوس سامبسون بدور سيسكو وجاز رايكول بدور إيزي. وفي مايو 2020، أُعلن أن CBS لن تُكمل العمل على المسلسل بسبب جائحة كوفيد-19 في الولايات المتحدة.
وقد وصفت رئيسة CBS للترفيه كيلي كاهل هذا القرار بـ”الصعب”، حيث كان قد كُتِبت بالفعل حلقتان من المسلسل، وطُوِّرت حلقتين آخرتين، وكان الممثل لوغان مارشال-غرين في مفاوضات للعب دور الشخصية الرئيسية ميكي هالر. في 11 يناير 2021، أعلنت نتفليكس استحواذها على المشروع وطلبت إنتاج 10 حلقات بدلًا من الخطة الأصلية التي كانت تتضمن 13 حلقة، وأكدت أن مانويل غارسيا-رولفو سيلعب دور ميكي هالر. وفي فبراير 2021، انضمت نيف كامبل وبيكي نيوتن إلى طاقم التمثيل، مع عودة رايكول وسيمبسون لأدوارهما. وفي مارس، انضم كريستوفر غورام إلى الطاقم. وفي أبريل، اُختِير نتاري غاما مباهو مويني لأداء دور أُنشئ خصيصًا للمسلسل، بينما انضم كل من ليزا غاي هاميلتون وجيمي ماكشين، وريجي لي لأداء أدوار متكررة. وفي مايو، اُختِيرت كريستا وارنر.
في 14 يونيو 2022، أعلنت نتفليكس تجديد المسلسل لموسم ثانٍ، مستند إلى رواية  «الشاهد الخامس» The Fifth Witness. وفي 30 أغسطس 2023، تم تجديده لموسم ثالث، مستند إلى رواية The Gods of Guilt. وفي 21 يناير 2025، أُعلن عن تجديد المسلسل لموسم رابع. وأخيرًا، في 2 يونيو 2025، أُعلِن عن انضمام كوبي سمولدرز إلى الحلقة الختامية من الموسم الرابع، في دور لم يُكشف عنه بعد، مع احتمال مشاركتها في الموسم الخامس أيضًا.